# Agrécane

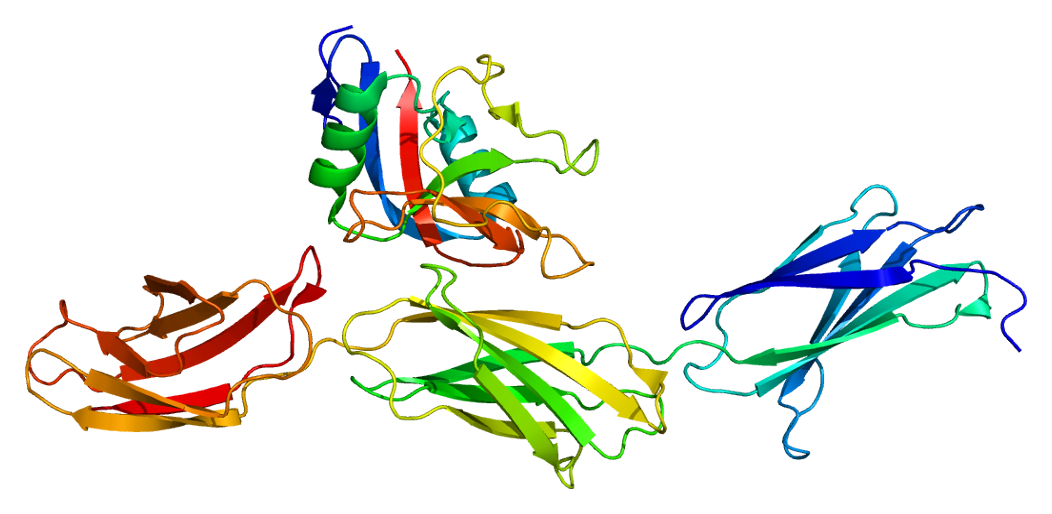

L'agrécane est un protéoglycane de la famille des lecticanes. C'est le protéoglycane majeur du cartilage articulaire.

## Structure
Son « core » protéique est composé de 3 domaines globulaires (G1, G2 et G3). Une région CS entre G2 et G3 permet l'attachement de glycosaminoglycanes (GAG). Le domaine G1 peut interagir avec l'acide hyaluronique pour former un complexe ternaire stable, dans la matrice extracellulaire. 